# Dániel Gyurta
Dániel Gyurta (n. 4 mai 1989, Budapesta, Republica Populară Ungară) este un înotător maghiar, medaliat olimpic. A participat la 4 ediții ale Jocurilor Olimpice (2004, 2008, 2012, 2016) în care a câștigat o medalie de aur și o medalie de argint.